# George Marion junior
George Marion junior (* 30. August 1899 in Boston, Massachusetts; † 25. Februar 1968 in New York City, New York) war ein US-amerikanischer Drehbuchautor und Liedtexter, der bei der ersten Oscarverleihung 1929 für einen Oscar nominiert war. 

## Biografie

### Stummfilmzeit und Oscar-Nominierung
Marion, Sohn des Schauspielers und Regisseurs George F. Marion, begann seine Laufbahn in der Filmindustrie als Autor von Zwischentiteln für Stummfilme. Im Laufe seiner Karriere wirkte er bei der Entstehung von rund 115 Filmen mit und hatte sein Debüt als Autor im Kurzfilm The Girl in the Saddle (1920).
In der Folge hatte er mit der bekanntesten Regisseuren der Stummfilmzeit zusammengearbeitet, u. a. mit Clarence Brown, Roland West,  William Beaudine, Sidney Franklin,  Frank Tuttle,  Fred Niblo,  Clarence G. Badger, Alan Crosland,  Marshall Neilan, Harry d’Abbadie d’Arrast, Josef von Sternberg, Lewis Milestone, Dorothy Arzner, Sam Taylor, Viktor Tourjansky, William A. Wellman, William A. Seiter, George Fitzmaurice und Malcolm St. Clair.
Bei der ersten Oscarverleihung 1929 war er für seine Gesamtleistung für den nur bei dieser Verleihung vergebenen Oscar in der Kategorie bestes Titelschreiben nominiert, wobei der Preis aber an Joseph Farnham ging.

### Beginn des Tonfilms und Liedtexter
Mit der Einführung des Tonfilms begann während der 1930er Jahre auch seine Laufbahn als Liedtexter. Zu seinen zahlreichen Songs gehören "My Sweeter Than Sweet", "Alma Mammy", "Bear Down, Pelham", "I Think You'll Like It", "Prep Step" aus dem Film Sweetie (1929) von Frank Tuttle, "My Future Just Passed" aus Her Future (1930) von Mort Blumenstock, "Business Girl", "Do You Play, Madam?", "I'd Like to Be a Bee in Your Boudoir", "Pepola", "The Pick-Up", "You Appeal to Me" aus Safety in Numbers (1930) von Victor Schertzinger, "It Seems To Be Spring", "Let's Go Native", "My Mad Moment", "I've Gotta Yen For You", "Joe Jazz", "Pampa Rose", "Don't I Do?" aus Let’s Go Native (1930) von Leo McCarey, "A Peach of a Pair" aus Follow Thru (1930) von Lloyd Corrigan und Laurence Schwab, "This Must Be Illegal", "A Daisy Told Me" aus Sea Legs (1930) von Victor Heerman, "I Look at You and a Song Is Born" aus Along Came Youth (1930) von L. Corrigan und Norman Z. McLeod, "Adorable", "My First Love to Last", "My Heart’s Desire" aus Adorable (1933) von William Dieterle sowie "Pampa Rose" aus Eine Prinzessin für Amerika (1936) von William K. Howard.
Seine letzte Mitarbeit als Drehbuchautor in einem Film war Beat the Band (1947) von John H. Auer und schrieb für den Film auch den Song "Steam is on the Beam".

## Filmografie (Auswahl)
Zwischentitel
- 1925: Die Zwillingsschwester (Her Sister from Paris)
- 1925: Der Adler (The Eagle)
- 1925: Wir Modernen (We Moderns)
- 1926: Das Rätsel der Fledermaus (The Bat)
- 1926: Kiki
- 1926: Sperlinge Gottes (Sparrows)
- 1926: Wie Ellen zum Film kam (Ella Cinders)
- 1926: Mama denkt und Papa lenkt (Sweet Daddies)
- 1926: Die kleine Mama (Lovey Mary)
- 1926: Der Sohn des Scheichs (The Son of the Sheik)
- 1926: Der Weiberfeind (Mantrap)
- 1926: Hoheit inkognito (The Duchess of Buffalo)
- 1926: Fünf Minuten Angst (Kid Boots)
- 1926: Riff und Teddy bei der Marine (We're in the Navy Now)
- 1926: Fünf Väter und ein Kind (Everbody's Acting)
- 1926: Die Liebesfalle (Ladies at Play)
- 1926: Die Kameliendame (Camille)
- 1927: Das gewisse Etwas (It)
- 1927: Die Venus von Venedig (Venus of Venice)
- 1927: Der Bettelpoet (The Beloved Rogue)
- 1927: Betty auf der Prinzenjagd (Ritzy)
- 1927: Eddie, der Postillion der Liebe (Special Delivery)
- 1927: Von Braut zu Braut (Wedding Bill$)
- 1927: Die Ehebruchsfalle (The World at Her Feet)
- 1927: König Harlekin (The Magic Flame)
- 1927: Was kleine Mädchen träumen (Ten Modern Commandments)
- 1927: 1000 PS (Man Power)
- 1927: Roosevelts Rauhreiter (The Rough Riders)
- 1927: Wie Madame befehlen (Service for Ladies)
- 1927: Unterwelt (Underworld)
- 1927: Die Lulu von Honolulu (Hula)
- 1927: Die Rekord- und Herzensbrecherin (Swim Girl, Swim)
- 1927: Madame kompromittiert sich (One Woman to Another)
- 1927: Die Schlachtenbummler (Two Arabian Knights)
- 1927: Riff und Raff als Luftschiffer (Now We're in the Air)
- 1927: Die Tochter des Scheichs (She's a Sheikh)
- 1927: Scheidung vor der Ehe (Honeymoon Hate)
- 1927: Bin ich ihr Typ? (Get Your Man)
- 1927: Don Alonzo, der Rächer (The Gay Defender)
- 1928: Riff und Raff als Frauenhelden (Wife Savers)
- 1928: Der Garten Eden (The Garden of Eden)
- 1928: Fühle meinen Puls (Feel My Pulse)
- 1928: Die Todeslegion (The Legion of the Condemned)
- 1928: Vier Herren suchen Anschluß (Red Hair)
- 1928: Riff und Raff in der Unterwelt (Partners in Crime)
- 1928: Mädel sei lieb (Happiness Ahead)
- 1928: Die Jagd nach dem Glück (Easy Come, Easy Go)
- 1928: Wetterleuchten (Tempest)
- 1928: Steckbrieflich verfolgt (Ladies of the Mob)
- 1928: Das Mädel mit der Kamera (Hot News)
- 1928: Zeit des Flieders (Lilac Time)
- 1928: Erstens kommt es anders … (Just Married)
- 1928: Das Mädel aus der Tanzbar (The Fleet's In)
- 1928: Abenteuer im fernen Osten (Moran of the Marines)
- 1928: Manhattan Cocktail
- 1929: Mein Himmelreich (This Is Heaven)
- 1929: Die Seiltänzerin (Dangerous Curves)

Drehbuch
- 1929: Mein Himmelreich (This Is Heaven)
- 1932: Madame verliert ihr Kleid (This Is the Night)
- 1932: Schönste, liebe mich (Love Ne Tonight)
- 1934: Schiffbruch unter Palmen (We're Not Dressing)
- 1934: Tempel der Schönheit (Kiss and Make-Up)
- 1934: Scheidung auf amerikanisch (The Gay Divorcee)
- 1935: Luxusmädel (Lottery Lover)
- 1935: Metropolitan
- 1938: Ein Gladiator namens Hugo (The Gladiator)
- 1939: Ehrlich währt am längsten (You Can't Cheat an Honest Man)